# Stéphanie Yon-Courtin
Stéphanie Yon-Courtin, née le 28 mars 1974 à Coutances (Manche), est une avocate et femme politique française. Elle est élue députée européenne en 2019 et réélue en 2024.

## Biographie
Stéphanie Yon-Courtin étudie à l'université de Caen pendant quatre ans, puis à l'université de Bristol, au Royaume-Uni ; elle étudie ensuite à l'Institut d'études européennes de Bruxelles[Lequel ?][réf. souhaitée], où elle se spécialise dans le droit européen des affaires. Elle exerce en tant que juriste à la Commission européenne avant de devenir avocate au barreau de Paris en 2002. En 1998, elle est employée par le cabinet Freshfields Bruckhaus Deringer puis travaille en 2001 pour le cabinet  Allen & Overy dans le domaine du droit de la concurrence. De 2007 à 2010, elle travaille au sein de l'autorité de la concurrence comme conseillère pour les affaires internationales au cabinet du président, Bruno Lasserre.
Élue maire de Saint-Contest (Calvados) lors des élections municipales de 2014, elle devient également vice-présidente de la communauté urbaine de Caen la Mer (chargée de L’emploi, l’insertion et l'Économie Sociale et Solidaire) et du conseil départemental du Calvados. Cette ascension politique est décrite comme « fulgurante ». D'abord affiliée au parti Les Républicains, elle quitte le parti en 2017  pour se rapprocher de La République en marche en 2019, en même temps que de nombreux élus. Durant son mandat de maire, elle s'oppose notamment à l'installation d'un centre d'hébergement d'urgence pour demandeurs d'asile dans la commune de Saint-Contest,.
En mai 2019, elle est élue députée européenne sur la liste « Renaissance » de La République en marche et du Mouvement démocrate. Pour cause de cumul des mandats, elle démissionne de son mandat de maire.
Elle est treizième sur la liste Besoin d'Europe aux élections européennes de 2024 et fait encore partie des élus.